# 煙山専太郎
煙山 専太郎（けむやま せんたろう、1877年（明治10年）6月3日 - 1954年（昭和29年）3月21日）は、明治から昭和にかけての西洋史学者、政治学者。日本のロシア史研究の「草分け」。早稲田大学名誉教授。岩手県出身。

## 生涯
煙山専太郎は、岩手県大川目村（現在の久慈市大川目町）に生まれた。盛岡尋常中学を経て東京帝大の史学科に進んだが、のちに哲学科に転科した。有賀長雄が主宰する『外交時報』に、在学中から寄稿しており、有賀の知遇を得ている。早稲田大学で研究者、教育者として過ごした。

### 『外交時報』
『外交時報』は、1898年（明治31年）に有賀が創刊した国際・外交問題専門誌である。埴原正直が編集人をやめた後、編集事務の方面で田中唯一郎が、執筆面で煙山専太郎が
有賀を補佐する存在となったとされる。同誌に煙山が初めて書いたのは、1989年9月「樺太回顧」であり、その後も煙山は数多くの論文を寄稿している。

### 『近世無政府主義』
1902年の著書『近世無政府主義』（東京専門学校出版部）は当時としてはロシア・ナロードニキの「唯一のガイドブック」であり、幸徳秋水、宮下太吉、管野スガらに影響を与えたと見る見解がある。またナロードニキを代表する秘密結社「土地と自由」が1879年に「人民の意志」派と「黒い割替」派に分裂したことをめぐって煙山は前者を「民意党」、後者を「分黒党」と訳しており、後者はいわゆる「分黒党事件」で死刑となった中浜哲らによって組織名として採用されており、この点で明らかに当時の無政府主義運動への影響はあった。
もっとも、煙山の伝記を書いた千葉瑞夫によれば、煙山が同書を書いた目的は、無政府主義の宣伝にあったのではなく、正確な認識に基き批判しようとする点にあったという。

## 略歴
- 1877年（明治10年）6月3日 岩手県九戸郡大川目村（現・久慈市）に生まれる。父・煙山猶奴、母・登勢の長男である。
- 1897年（明治30年）7月 第二高等学校大学予科第一部（文科）卒業。
- 1897年（明治30年）9月 東京帝国大学文科大学史学科入学。
- 1899年（明治32年）9月 同文科大学哲学科に転科。
- 1902年（明治35年）7月 東京帝国大学文科大学哲学科を卒業。
- 同年、早稲田大学に迎えられ、政治経済学科、文学部史学科において、西洋近世史、政治史などを講義する。
- 1911年（明治44年）から1945年（昭和20年）、1946年（昭和21年）から1948年（昭和23年）まで早稲田大学教授。
- 1922年（大正11年）から1924年（大正13年）にかけてヨーロッパに留学。
- 1948年（昭和23年）、定年退職、同大学名誉教授となる。
- 1950年（昭和25年）から1953年（昭和28年）まで、文化女子短期大学学長。
- 1953年（昭和28年）11月、受洗。
- 1954年（昭和29年）3月21日、広島において満76歳で没する。墓所は、岩手県盛岡市名須川町の東顕寺[10]。

## 人柄・学風・人脈
- 煙山が史学科から哲学科に移った理由として、増田冨寿は、当時史学科において地図を描く課題が出されて、それに煙山がバカバカしくなったからであると推定している[11]。
- 煙山の学問上の特徴は、個別的な事実を丹念に調査していき、その成果によって「一般的把握」を行う帰納的なスタイルである[12]。
- 煙山のロシア史研究を継いだ者としては、増田冨寿が挙げられている[13]。
- 日本近現代史専攻の木村時夫（早稲田大学社会科学部教授）は、大学院時代に主として煙山から指導を受けたと記している[14]。
- 煙山は、有賀長雄が主宰する『外交時報』を通じて有賀と交流があり、有賀を「学問上の師」としていたという。[15]。また煙山は、有賀の推薦で早稲田大学講師となったとする記述がある[16]。

## 著書

### 単著
- 『近世無政府主義』東京専門学校出版部〈早稲田叢書〉、1902年4月。
  - 『近世無政府主義』明治文献〈明治文献資料叢書 5 社会主義篇 3〉、1965年1月。
- 『英雄末路 ナポレオン』東京堂]、1903年12月。NDLJP:782366。
- 『征韓論実相』早稲田大学出版部、1907年9月。NDLJP:773368。
- 『欧米人の極東研究』大日本文明協会事務所、1912年10月。NDLJP:1876245。
- 『英雄豪傑論』東紅書院、1913年5月。NDLJP:950619。
- 『独逸皇帝』冨山房〈時事叢書 第9編〉、1914年11月。NDLJP:953239。
- 『一九一五年世界年史』外交時報社出版部、1916年4月。NDLJP:950978。
- 『フレデリキ』実業之日本社〈英傑伝叢書 第7編〉、1918年9月。
- 『独逸膨脹史論』大鐙閣、1918年5月。NDLJP:953172。
- 『カイゼル・ウイルヘルム』早稲田大学出版部〈時局の生める四大人豪〉、1919年2月。NDLJP:933348。
- 『クレマンソー』早稲田大学出版部〈時局の生める四大人豪〉、1919年4月。NDLJP:933351。
- 『独逸社会民主党』外交時報社出版部〈通俗国際文庫 第2巻〉、1919年12月。
- 『国際聯盟』民友社〈通新時代叢書 第12巻〉、1921年8月。NDLJP:958946。
- 『西洋最近世史』早稲田大学出版部、1922年9月。NDLJP:965779。
  - 『西洋最近世史』（改訂再版）早稲田大学出版部、1925年7月。NDLJP:980755。
- 『再生の欧米を観る』実業之日本社、1928年6月。NDLJP:1175579。
- 『英国現代史』敬文堂書店、1930年9月。NDLJP:1173735。
  - 『英国現代史 続篇』敬文堂書店、1936年4月。NDLJP:1172485。
- 『日清日露の役』岩波書店〈岩波講座日本歴史 第8巻9〉、1934年5月。
- 『日清戦争』建設社〈少年大日本史 第45巻〉、1935年5月。NDLJP:1168341 NDLJP:1904211。
- 『世界史上の支那 極東将来の展望』刀江書院、1938年6月。NDLJP:1918901。
- 『南方発展史』日本放送出版会〈ラジオ新書 44〉、1941年4月。NDLJP:1276411。
- 『世界大勢史』早稲田大学出版部、1944年9月。NDLJP:1041277。

### 訳書
- シャルル・セーニョボス『現代文明史』大日本文明協会、1909年6月。NDLJP:768282。
- シャルル・セーニョボス『西洋文明史』東亜堂書房、1913年8月。NDLJP:980753。
- シャルル・セーニョボス『近代欧洲史観 第3』大国民社〈現代文明史〉、1916年10月。
- コスモス『永続すべき平和の基礎』塩沢昌貞校訂、早稲田大学出版部、1917年11月。
- ゼー・エス・シイ・アボット『フレデリキ大王』実業之日本社〈英傑伝叢書 第7編〉、1918年9月。NDLJP:951606。
- ア・ドビドゥール『欧洲最近外交史』早稲田大学出版部〈新早稲田叢書 5〉、1919年9月。NDLJP:959902。
- エミール・デッケルト『英国と其領土』大日本文明協会事務所、1921年6月。NDLJP:953743。

### 監修
- 薄田斬雲『十六世紀史』坪内逍遥・煙山専太郎監修、早稲田大学出版部〈通俗世界全史 第10巻 近代史 第2〉、1916年9月。
- 高須梅渓『十九世紀史 上』坪内逍遥・煙山専太郎監修、早稲田大学出版部〈通俗世界全史 第14巻 近代史 第6〉、1917年1月。
- 高須梅渓『十九世紀史 下』坪内逍遥・煙山専太郎監修、早稲田大学出版部〈通俗世界全史 第15巻 近代史 第7〉、1917年2月。

### 共著
- 煙山専太郎、中島半次郎、エ・グレー『日露同盟論・学制改革論・独乙の抱負遂ひに実現するか』新時代学会〈新時代の問題 第1編〉、1915年10月。
- 煙山専太郎、信夫淳平『昭和四年夏期特別講座 通俗日本外交史 資料』日本放送協会関西支部、1929年8月。NDLJP:1098715。
- 上田務、煙山専太郎『朝鮮統治論征韓論の実相』亜細亜文化社〈旧韓末日帝侵略史料叢書 政治篇 9〉、1984年8月。
- 煙山専太郎、柴山尚則 著、惜香生 編『征韓論実相・朝鮮李舜臣伝 文禄征韓水師始末』龍溪書舎〈韓国併合史研究資料 復刻版 20〉、1996年11月。ISBN 9784844764588。